# Mons Ganau
Mons Ganau - góra na niewidocznej stronie Księżyca, wewnątrz krateru King. Jej średnica przy podstawie to około 14 km. Nazwa, nadana w 1976 roku, pochodzi od afrykańskiego imienia męskiego Ganau.
Mons Ganau leży na południe od gór Mons Dieter i Mons Dilip.